# Patrick (comte d'Atholl)
Pour les articles homonymes, voir Patrick.
Patrick de Galloway, (né vers 1222 † 1242) 5e comte d'Atholl de 1231 à 1242

## Origine
Patrick de Galloway est le fils de Thomas de Galloway  († 1231), 4e comte d'Atholl et d'Isabelle fille aînée de Henri († av. 1210), 3e comte d'Atholl

## Comte d'Atholl
La carrière du jeune comte qui est mineur en 1231 à la mort de son père est brève. En mai ou juin 1242 alors qu'il vient d'entrer en possession de ses domaines qui étaient administrés par Alan Durward il est tué le jour d'un tournoi et son corps est retrouvé dans son logement incendié à Haddington.
Aucune explication satisfaisante à ce meurtre n'a été avancée mais la parentèle de Patrick, la famille Comyn accuse John Bisset et son oncle, Walter Bisset d'Aboyne, époux d'Ada une tante paternelle de Patrick. Alors que les Comyns affirment que la cause du meurtre était liée au contrôle des terres paternelles de Patrick en Galloway, les domaines d'Ulster semblent en avoir été le motif et leurs accusations paraissent liées à une rivalité territoriale en Écosse avec les Bisset.
Malgré sa condamnation du crime Walter Bisset qui recevait ce jour-là le roi et la nouvelle reine Marie de Coucy est attaqué par le comte de Buchan William Comyn et John Comyn le neveu du comte de Menteith pille les domaines des Bisset dans le Great Glenn et le Strathdee et Walter Bisset est contraint de se réfugier dans sa forteresse d'Aboyne
Cette accusation a laissé perplexes beaucoup de contemporains, dont le roi Alexandre II d'Écosse lui-même qui était réticent à agir contre les pseudo coupables, jusqu'à ce qu'il soit contraint par le comte de Buchan et Patrick (II) de Dunbar qui était le gardien du jeune comte d'Atholl, de bannir du royaume Walter Bisset le 26 novembre 1242.
Le comté d'Atholl passe à la tante maternelle de Patrick, Forueleth d'Atholl et à son époux David Hastings issu d'une famille Scoto-normande implantée en Angus sous le règne de Guillaume Ier.